# Словарь терминов церковнославянской письменности
| # А Б В Г Д Е Ё Ж З И К Л М Н О П Р С Т У Ф Х Ц Ч Ш Щ Э Ю Я |

## А
Аз — название буквы А.
Апостро́ф — название \-образного надстрочного знака, составленного из псили и варии.

## Б
Бу́ки — название буквы Б.

## В
Вари́я (синонимы: тяжкая, тяжёлое ударение) — \-образный знак ударения.
Ве́ди — название буквы В.
Вели́кий апостро́ф — название надстрочного знака, составленного из псили́ под ка́морой. Встречается только в двух словах-восклицаниях: ѽ! и ѽле!, где ставится над буквой «омега широкая».
Вмести́тельная или вме́стная — название квадратных скобок.
Вопроси́тельная или вопро́сная — название знака в виде точки с запятой, используемого как нынешний вопросительный знак.

## Г
Глаго́ль — название буквы Г.
Густо́е придыха́ние — то же, что «даси́я»; ныне не употребляется.

## Д
Даси́я (синоним: густое придыхание) — название (-образного надстрочного знака, который в некоторых старых вариантах ц.-сл. письменности ставился по греческому образцу в некоторых заимствованных словах над начальной гласной либо над буквой Р. Ныне не употребляется.
Двото́чие или двоеточие — название известного знака препинания; может использоваться также в смысле нынешних точки с запятой, многоточия или точки в сокращении слов.
Добро́ — название буквы Д.
Дух — то же, что «псили́».

## Е
Едини́тная — название знака переноса (часто выглядит как нечто среднее между = и //, либо как низко опущенный дефис).
Ер — название буквы Ъ.
Е́рик, еро́к, а также па́ерок — название надстрочного ч-образного или s-образного знака, обычно используемого вместо буквы Ъ (реже Ь).
Еры́ — название буквы Ы.
Ерь — название буквы Ь.
Есть — название буквы Е.
Есть якорное (или длинное) — название Є-образного варианта буквы «есть».

## Ж
Живе́те — название буквы Ж.

## З
Запята́я — название известного знака препинания.
Зва́тельце — то же, что «псили́».
Зело́ — название буквы Ѕ.
Земля́ — название буквы З.

## И
И (или и́же десятери́чное) — название буквы І.
И́же (или и́же осьмери́чное) — название буквы И.
И́же с кра́ткой — название знака Й.
И́жица — 1) название буквы Ѵ; 2) то же, что «кенде́ма».
Ик — название у-образного числового знака (со значением 400) и второго компонента буквы «ук-диграф» (ѹ); исторически является вариантом ижицы. Иногда упоминается под названием «ук простой».
И́со — название )/-образного надстрочного знака, составленного из псили́ и о́ксии.

## К
Кавы́ка — название U-образного надстрочного знака, которым отмечались начало и конец текста, поясняемого сноской, а также начало и конец самой сноски.
Ка́ко — название буквы К.
Ка́мора (синонимы: периспоме́ни, облече́нная, облече́нное ударе́ние) — ^-образный знак ударения.
Кенде́ма или кенди́ма — название надстрочного знака в виде двух штрихов или точек, встречающегося над буквой «ижица»: Ѷ.
Кра́ткая (синоним: сли́тная) — название надстрочного знака в Й.
Кси — название буквы Ѯ.

## Л
Лю́ди — название буквы Л.

## М
Мысле́те — название буквы М.

## Н
Наш — название буквы Н.

## О
О — обычно то же, что «омега».
Облегченное ударение — ошибочное название «облеченного ударения».
Облече́нная, облече́нное ударение — то же, что «ка́мора».
Окси́я (синонимы: о́страя, о́строе ударение) — /-образный знак ударения.
Оме́га — название буквы Ѡ.
Омега круглая (round omega) — ошибочное название буквы «он широкий», используемое в Юникоде.
Омега широкая — название варианта омеги, используемого в восклицаниях «о!» и «оле!».
Он — название буквы О.
Он узкий — техническое название узкого варианта буквы О, который сейчас пишется только в составе знака «ук-диграф» (ѹ).
Он широкий (или начальный) — название варианта буквы О, который пишется в начале слов и в некоторых других случаях.
О́ник — 1) то же, что «он»; 2) название диграфа ѹ (варианта буквы «ук»).
О́страя, острое ударение — то же, что «окси́я».
От — 1) то же, что «омега»; 2) название лигатуры ѿ (ѡ + т).
Отло́жная — название круглых скобок.

## П
Па́ерок — то же, что «еро́к».
Периспоме́ни — то же, что «ка́мора».
Поко́й — название буквы П.
Придыха́ние — то же, что «псили́».
Пси — название буквы Ѱ.
Псили́ (синонимы: придыхание, тонкое придыхание, зва́тельце, дух) — название )-образного надстрочного знака, который ставится над первой буквой слова, если она гласная. В сочетании со знаками ударения над той же буквой образует составные знаки «и́со», «а́построф» и «великий апостроф».

## Р
Рцы — название буквы Р.

## С
Сли́тная — то же, что «краткая».
Сло́во — название буквы С.
Словоти́тло (устар. словоти́тла) — 1) то же, что «слово-титло» (см. «титла буквенные»); 2) то же, что титла буквенные вообще.

## Т
Тве́рдо — название буквы Т.
Титла буквенные — общее название особым образом оформленных надстрочных букв, именуемые по этим буквам. Орфографически необходимы и наиболее употребительны «глаго́ль-ти́тло», «добро́-ти́тло», «о́н-ти́тло», «рцы́-ти́тло» и (самое частое) «сло́во-ти́тло».
Ти́тло (устар. ти́тла) — см. «титло простое» и «титла буквенные».
Титло простое — надстрочный знак в виде тильды, обозначающий сокращенное написание слов или использование буквенного обозначения чисел.
То́нкая, тонкое придыхание — то же, что «псили́».
То́чка — название известного знака препинания.
Точка малая — точка, после которой текст продолжается со строчной буквы.
Тупое ударение — неверное наименование «тяжелого ударения».
Тя́жкая, тяже́лое ударение — то же, что «вари́я».

## У
Ударение — один из знаков «окси́я», «вари́я» или «ка́мора».
Удиви́тельная или уди́вная — название восклицательного знака.
Ук — название буквы У.
Ук гаммаобразный — техническое название варианта буквы «ук», выглядящего как ȣ.
Ук-диграф или ук начальный — техническое название варианта буквы «ук», выглядящего как ѹ.
Ук простой — то же, что «ик».

## Ф
Ферт — название буквы Ф.
Фита́ — название буквы Ѳ.

## Х
Хер — название буквы Х.

## Ц
Цы — название буквы Ц.

## Ч
Червь — название буквы Ч.

## Ш
Ша — название буквы Ш.

## Щ
Ща — название буквы Щ.

## Ю
Ю — название буквы Ю.
Юс — 1) общее название всех юсов; 2) то же, что «юс большой»; 3) редко: то же, что «юс малый».
Юс большой — название знака Ѫ.
Юс малый — название буквы Ѧ.

## Я
Я — 1) название буквы Ꙗ («Аз йотированный»); 2) название буквы Ѧ («юс малый»).
Ять — название буквы Ѣ.